# سکندرآباد، تلانگانا
سکندرآباد، تلانگانا (به انگلیسی: Secunderabad) یک شهر در هند است که در حیدرآباد واقع شده‌است.

## خصوصیات
سکندرآباد ۲۱۳٬۶۹۸ نفر جمعیت دارد و ۵۴۳ متر بالاتر از سطح دریا واقع شده‌است.